# Шацкий район (Рязанская область)
Ша́цкий райо́н — административно-территориальная единица (район) и муниципальное образование (муниципальный район) в Рязанской области России.
Административный центр — город Шацк.

## География
Площадь района — 2 415 км². Расположен на востоке южной природно-экономической зоны Рязанской области. Граничит на севере с Сасовским и Чучковским, на западе — с Путятинским и Сараевским районами Рязанской области, на юге — с Тамбовской и Пензенской областями, на востоке — с Мордовией.
Климат района умеренно континентальный, с тёплым летом и умеренно-холодной зимой. В течение года осадки распределяются неравномерно.
Основные реки — Цна, Выша, Шача, Вокша, Кермись, Аза. Имеются 2 водохранилища — Борковское на реке Цна и Затонское на реке Выша. Из озёр наиболее крупное — Ореховое.
Почвы преимущественно чернозёмы выщелоченные среднегумусные среднемощные; лесные почвы — тёмно-лесные, серые лесные и светло-серые лесные; аллювиальные (пойменные). Пашня занимает около 50 % территории района, а леса — 30,2 %. Имеются 2 лесничества.
Полезные ископаемые: торф, глины кирпичные, известняки, пески строительные.
Общая площадь земель района превышает 241,5 тыс. га, из них свыше 151,2 тыс. га (62,61 %) составляют земли сельскохозяйственного назначения; 67,7 тыс. га (28,03 %) — земли лесного фонда; 11,9 тыс. га (4,93 %) — земли населённых пунктов; 7,8 тыс. га (3,23 %) — земли земельного запаса; 1,9 тыс. га (0,79 %) — земли промышленности, транспорта и иного назначения; 952 га (0,39 %) — земли водного фонда.

## История
Шацкий край находился на юго-восточной границе рязанских земель и Русского государства. Поэтому в 1551 году после очередного нападения ногайцев на Русь Иван Грозный повелел построить крепость на месте военного поста Шацкие ворота. Изначально город размещался на высоком холме, защищённым с одной стороны глубоким оврагом. Позднее Шацк стал основой для сооружённой в XVI—XVII веках Шацкой засечной черты, являвшейся крайней восточной частью Большой засечной черты. Первыми жителями города были стрельцы, пушкари, казаки. Гарнизон Шацка был настолько многочисленным, что в 1565 году из него отправили войска в помощь кабардинскому князю Темрюку, тестю Ивана Грозного.
В 1573 году в окрестностях Шацка был основан Чернеево-Никольский монастырь, а в 1625 году — Вышенский Успенский монастырь, известный прежде всего как место 28-летнего пребывания Феофана Затворника — прославленного Русской православной церковью в лике святителей. В 1670 году в окрестностях села Конобеево, располагавшегося по нижнему течению реки Цны, произошло одно из сражений Крестьянской войны Степана Разина. В 1771 году жители Шацкого уезда приняли участие в Пугачёвщине.
В 1708 году Шацк с прилегающей территорией был включён в состав Азовской губернии, в 1719 году став центром Шацкой провинции. В 1725 году Азовская губерния переименована в Воронежскую. В 1779 году назначен уездным городом Тамбовского наместничества, а затем Тамбовской губернии.

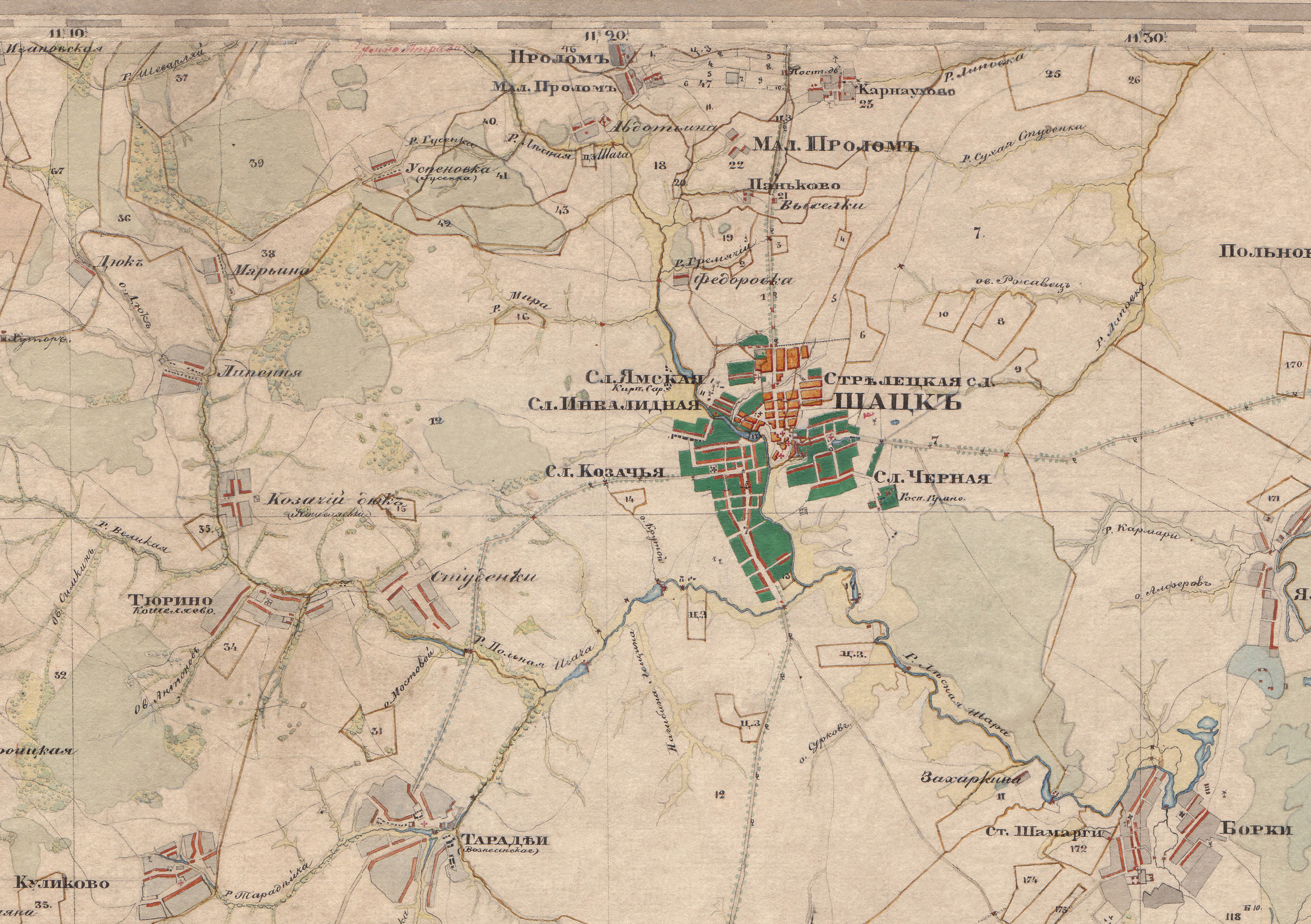
Карта Шацкого уезда в 1862 году.

После отмены крепостного права развитие Шацка ускорилось. Так, если в 1861 году в городе проживало 5,5 тыс. жителей, то уже в 1879 году почти 14 тысяч. В Шацке имелось шесть церквей, из них — четыре каменные, 718 домов (13 каменных), 50 лавок, в том числе каменные. Главным занятием горожан была торговля, приносившая значительные доходы благодаря судоходству по реке Цна. Основными товарами были пенька, сало, кожа, мёд, воск, хлеб. Развивалась и промышленность. В 1881 году в Шацке действовало шесть заводов: салотопенный, кожевенный, пивоваренный, два свечно-восковых и спичечный.
Первая народная школа в Шацке была открыта более 200 лет назад. В последующем в городе появились духовное училище (в настоящее время в его здании располагается областное училище культуры), женская гимназия (техникум механизации сельского хозяйства), реальное училище (здание ПУ-26), ряд начальных учебных заведений, публичная библиотека, больница, аптека, городской банк, богадельня.

### XX век
Февральская революция прошла в уезде мирно и без больших потрясений. В марте 1917 года состоялся первый Уездный Съезд Советов, на котором в исполком были избраны эсеры и кадеты. Октябрьская революция в Шацке первоначально не нашла активных сторонников, так уездный Исполком Совета даже запретил печатать в газете сведения о ней. Лишь в конце декабря старый совет был распущен и новый исполком возглавил большевик А. М. Корнилов, ранее служивший на крейсере «Аврора». В 1919 году в уезде был создан первый колхоз.
В 1923 году Шацкий уезд вошёл в состав Рязанской губернии. В 1925 году уезд преобразуется в Шацкую волость Сасовского уезда. 12 июля 1929 года был образован Шацкий район в составе Рязанского округа Московской области. В состав района вошли город Шацк и следующие сельсоветы бывшего Сасовского уезда:
- из Конобеевской волости: Алеменевский, Боголюбовский, Желановский, Завидовский, Золото-Полянский, Кермесинский, Краснохолмский, Лесно-Конобеевский, Лесно-Ялтуновский, Львовский, Марьинский, Николаевский, Парсатский, Польно-Конобеевский, Польно-Ялтуновский, Спасский, Старочернеевский, Шариковский, Эммануиловский
- из Ольховской волости: Александровский, Апушкинский, Мельницынский, Никито-Полянский, Ольховский, Покровский, Федосовский
- из Шацкой волости: Больше-Агишевский, Больше-Екатериновский, Больше-Проломский, Борковский, Ветренский, Высокинский, Грушевский, Инно-Слободский, Каверинский, Казаче-Дюкинский, Казачинский-1, Казачинский-2, Казачинский-3, Карнауховский, Криволуцкий, Куликовский, Куплинский, Кучасьевский, Липо-Подъисаковский, Липяно-Дюковский, Мало-Проломский, Новоромановский, Новософьинский, Новосельский, Новочернеевский, Печинский, Рай-Польский, Ржавецкий, Сборновский, Сергиевский, Сново-Здоровский, Староромановский, Студеновский, Тарадеевский, Тарахановский, Тимешевский, Токаревский, Тростяновский, Тюринский, Успеновский, Чернослободский, Шаморгский, Шачинский, Шевырляевский, Ямбирнский, Ямской.

20 мая 1930 года Золото-Полянский с/с был передан в Сасовский район.
21 февраля 1935 года в Каверинский район были переданы Больше-Агишевский, Инно-Слободский, Каверинский, Куплинский, Кучасьевский, Липо-Подъисаковский, Новоромановский, Новосельский, Ржавецкий, Сборновский, Сново-Здоровский, Староромановский, Тимешевский, Тростяновский, Шаморгский и Ямбирнский с/с, а в Можарский район — Александровский, Апушкинский, Ветренский, Мельницынский, Никитино-Полянский, Ольховский, Покровский и Федосовский с/с.
26 сентября 1937 года Шацкий район вошёл в состав Рязанской области.
1 марта 1944 года часть территории Шацкого района была передана в новый Конобеевский район.
14 марта 1958 года к Шацкому району была присоединена часть территории Каверинского района, а 3 июня 1959 года — часть территории упразднённого Можарского района.

## Население
| 1939    | 1959    | 1970    | 1979    | 1989    | 2002    | 2009    | 2010    | 2012    |
| ------- | ------- | ------- | ------- | ------- | ------- | ------- | ------- | ------- |
| 76 617  | ↘76 408 | ↘67 008 | ↘47 662 | ↘38 109 | ↘30 944 | ↘26 510 | ↘24 414 | ↘23 640 |
| 2013    | 2014    | 2015    | 2016    | 2017    | 2018    | 2019    | 2020    | 2021    |
| ↘23 148 | ↘22 657 | ↘22 079 | ↘21 499 | ↘20 993 | ↘20 364 | ↘19 929 | ↘19 638 | ↗21 021 |
| 2023    |         |         |         |         |         |         |         |         |
| ↘20 503 |         |         |         |         |         |         |         |         |

### Урбанизация
Городское население (город Шацк) составляет  28,24 % населения района.

### Национальный состав
По итогам переписи населения 2020 года проживали следующие национальности (национальности менее 0,1 % и другое, см. в сноске к строке «Другие»):
| Национальность | Численность, чел. | Доля     |
| -------------- | ----------------- | -------- |
| Русские        | 18 693            | 88,93 %  |
| Армяне         | 400               | 1,90 %   |
| Азербайджанцы  | 140               | 0,67 %   |
| Мордва         | 74                | 0,35 %   |
| Украинцы       | 72                | 0,34 %   |
| Татары         | 62                | 0,29 %   |
| Таджики        | 52                | 0,25 %   |
| Киргизы        | 40                | 0,19 %   |
| Узбеки         | 38                | 0,18 %   |
| Молдаване      | 31                | 0,15 %   |
| Другие         | 1419              | 6,75 %   |
| Итого          | 21 021            | 100,00 % |

## Территориальное устройство
В рамках административно-территориального устройства, Шацкий район включает 1 город районного значения и 16 сельских округов.
В рамках организации местного самоуправления, муниципальный район делится на 17 муниципальных образований, в том числе 1 городское и 16 сельских поселений.
| №  | Муниципальное образование             | Административный центр | Количество населённых пунктов | Население (чел.) | Площадь (км²) |
| -- | ------------------------------------- | ---------------------- | ----------------------------- | ---------------- | ------------- |
| 1  | Шацкое городское поселение            | город Шацк             | 1                             | ↘5791            | 7,50          |
| 2  | Агишевское сельское поселение         | село Большое Агишево   | 15                            | ↗882             | 165,00        |
| 3  | Борковское сельское поселение         | село Борки             | 3                             | ↗719             | 85,80         |
| 4  | Желанновское сельское поселение       | село Желанное          | 5                             | ↗516             | 71,00         |
| 5  | Каверинское сельское поселение        | село Каверино          | 7                             | ↗504             | 91,20         |
| 6  | Казачинское сельское поселение        | село Казачья Слобода   | 8                             | ↗2277            | 87,80         |
| 7  | Кермисинское сельское поселение       | село Кермись           | 8                             | ↗367             | 305,79        |
| 8  | Куплинское сельское поселение         | село Купля             | 9                             | ↗1377            | 72,90         |
| 9  | Кучасьевское сельское поселение       | село Кучасьево         | 11                            | ↗640             | 100,60        |
| 10 | Лесно-Конобеевское сельское поселение | село Лесное Конобеево  | 3                             | ↗927             | 60,90         |
| 11 | Лесно-Полянское сельское поселение    | посёлок Лесная Поляна  | 10                            | ↗881             | 207,90        |
| 12 | Новочернеевское сельское поселение    | село Новочернеево      | 5                             | ↗622             | 105,20        |
| 13 | Ольховское сельское поселение         | село Ольхи             | 28                            | ↗1114            | 414,40        |
| 14 | Печинское сельское поселение          | село Печины            | 4                             | ↘534             | 66,20         |
| 15 | Польно-Ялтуновское сельское поселение | село Польное Ялтуново  | 3                             | ↗793             | 152,30        |
| 16 | Чернослободское сельское поселение    | село Чёрная Слобода    | 2                             | ↘2242            | 57,50         |
| 17 | Ямбирнское сельское поселение         | село Ямбирно           | 9                             | ↗699             | 363,20        |

В 2017 году были упразднены  сельские поселения: Криволуцкое (включено в Лесно-Полянское сельское поселение), Тарадеевское (включено в Ольховское сельское поселение), Новосвеженское (включено в Ямбирнское сельское поселение).

## Населённые пункты
В Шацком районе 131 населённый пункт, в том числе 1 городской (город) и 130 сельских.
| №   | Населённый пункт    | Тип     | Население | Муниципальное образование             |
| --- | ------------------- | ------- | --------- | ------------------------------------- |
| 1   | Авдотьино           | деревня | →2        | Агишевское сельское поселение         |
| 2   | Аксельмеево         | село    | ↗97       | Кучасьевское сельское поселение       |
| 3   | Александровка       | деревня | ↘2        | Лесно-Полянское сельское поселение    |
| 4   | Александровка       | деревня | ↗17       | Ольховское сельское поселение         |
| 5   | Алеменево           | деревня | ↗100      | Лесно-Конобеевское сельское поселение |
| 6   | Андроновка          | деревня | →2        | Ольховское сельское поселение         |
| 7   | Апушка              | село    | ↗250      | Лесно-Полянское сельское поселение    |
| 8   | Бабакино            | посёлок | ↗12       | Кермисинское сельское поселение       |
| 9   | Богданово           | деревня | ↗5        | Каверинское сельское поселение        |
| 10  | Боголюбовка         | деревня | ↗35       | Кермисинское сельское поселение       |
| 11  | Богословка          | деревня | ↘4        | Ольховское сельское поселение         |
| 12  | Болушево            | деревня | →0        | Каверинское сельское поселение        |
| 13  | Большое Агишево     | село    | ↗553      | Агишевское сельское поселение         |
| 14  | Большой Пролом      | село    | ↗73       | Агишевское сельское поселение         |
| 15  | Борки               | село    | ↘592      | Борковское сельское поселение         |
| 16  | Важная              | деревня | ↗165      | Куплинское сельское поселение         |
| 17  | Вачкас              | посёлок | ↗307      | Лесно-Полянское сельское поселение    |
| 18  | Ваша                | деревня | ↘39       | Ямбирнское сельское поселение         |
| 19  | Весёлый             | посёлок | →0        | Новочернеевское сельское поселение    |
| 20  | Ветринка            | деревня | ↘1        | Ольховское сельское поселение         |
| 21  | Высокое             | село    | ↗349      | Печинское сельское поселение          |
| 22  | Выша                | посёлок | ↘413      | Куплинское сельское поселение         |
| 23  | Губколь             | деревня | ↗32       | Печинское сельское поселение          |
| 24  | Демидово            | село    | ↗115      | Ольховское сельское поселение         |
| 25  | Даниловка           | деревня | 0         | Агишевское сельское поселение         |
| 26  | Жданная             | деревня | ↘29       | Куплинское сельское поселение         |
| 27  | Желанное            | село    | ↗148      | Желанновское сельское поселение       |
| 28  | Завидное            | село    | ↗363      | Желанновское сельское поселение       |
| 29  | Заря                | посёлок | →0        | Агишевское сельское поселение         |
| 30  | Захарьино           | деревня | ↗12       | Казачинское сельское поселение        |
| 31  | Илларионовка        | деревня | ↗50       | Ольховское сельское поселение         |
| 32  | Илюхино             | посёлок | ↘9        | Кермисинское сельское поселение       |
| 33  | Инная Слобода       | село    | ↗159      | Ямбирнское сельское поселение         |
| 34  | Истинка             | деревня | ↘8        | Ольховское сельское поселение         |
| 35  | Каверино            | село    | ↗598      | Каверинское сельское поселение        |
| 36  | Казачий Дюк         | село    | ↗189      | Ольховское сельское поселение         |
| 37  | Казачья Слобода     | село    | ↗2543     | Казачинское сельское поселение        |
| 38  | Калинная            | деревня | ↘22       | Казачинское сельское поселение        |
| 39  | Калиновка           | деревня | ↘6        | Ольховское сельское поселение         |
| 40  | Карля               | посёлок | →0        | Кермисинское сельское поселение       |
| 41  | Калтырино           | деревня | ↗3        | Кучасьевское сельское поселение       |
| 42  | Карнаухово          | село    | ↗185      | Агишевское сельское поселение         |
| 43  | Каширино            | посёлок | →5        | Желанновское сельское поселение       |
| 44  | Кермись             | село    | ↗347      | Кермисинское сельское поселение       |
| 45  | Козино              | деревня | →0        | Ольховское сельское поселение         |
| 46  | Кормилица           | деревня | ↗57       | Куплинское сельское поселение         |
| 47  | Красный             | посёлок | →2        | Казачинское сельское поселение        |
| 48  | Красный Городок     | посёлок | ↘1        | Ольховское сельское поселение         |
| 49  | Красный Холм        | село    | ↗49       | Ямбирнское сельское поселение         |
| 50  | Кривая Лука         | село    | ↗259      | Лесно-Полянское сельское поселение    |
| 51  | Криволуцкие Дворики | посёлок | →0        | Лесно-Полянское сельское поселение    |
| 52  | Кулики              | село    | ↗190      | Ольховское сельское поселение         |
| 53  | Купля               | село    | ↗167      | Куплинское сельское поселение         |
| 54  | Кучасьево           | село    | ↗318      | Кучасьевское сельское поселение       |
| 55  | Левашовские Дворики | посёлок | →10       | Агишевское сельское поселение         |
| 56  | Лесная Поляна       | посёлок | ↘326      | Лесно-Полянское сельское поселение    |
| 57  | Лесная Слобода      | деревня | ↗93       | Ямбирнское сельское поселение         |
| 58  | Лесное Конобеево    | село    | ↗619      | Лесно-Конобеевское сельское поселение |
| 59  | Лесное Ялтуново     | село    | ↗238      | Польно-Ялтуновское сельское поселение |
| 60  | Липовка             | деревня | ↗9        | Кучасьевское сельское поселение       |
| 61  | Липяной Дюк         | деревня | →8        | Ольховское сельское поселение         |
| 62  | Лубяное             | деревня | ↗6        | Казачинское сельское поселение        |
| 63  | Луч                 | посёлок | →12       | Борковское сельское поселение         |
| 64  | Львовка             | деревня | ↗11       | Кермисинское сельское поселение       |
| 65  | Малое Агишево       | село    | ↘7        | Агишевское сельское поселение         |
| 66  | Малый Пролом        | село    | ↘22       | Агишевское сельское поселение         |
| 67  | Марьино             | деревня | ↘32       | Желанновское сельское поселение       |
| 68  | Марьино             | деревня | →0        | Ольховское сельское поселение         |
| 69  | Мельница            | деревня | →6        | Лесно-Полянское сельское поселение    |
| 70  | Михайловка          | деревня | ↗17       | Ямбирнское сельское поселение         |
| 71  | Мишутино            | деревня | ↘5        | Ольховское сельское поселение         |
| 72  | Наша                | деревня | ↗78       | Кучасьевское сельское поселение       |
| 73  | Невеличка           | деревня | ↗1        | Кучасьевское сельское поселение       |
| 74  | Никито-Поляны       | деревня | ↘19       | Ольховское сельское поселение         |
| 75  | Николаевка          | деревня | ↘36       | Куплинское сельское поселение         |
| 76  | Новая               | деревня | ↗25       | Ольховское сельское поселение         |
| 77  | Новороманово        | село    | ↗3        | Каверинское сельское поселение        |
| 78  | Новоселки           | село    | ↗300      | Куплинское сельское поселение         |
| 79  | Новософьино         | село    | ↘277      | Борковское сельское поселение         |
| 80  | Новочернеево        | село    | ↗421      | Новочернеевское сельское поселение    |
| 81  | Ольхи               | село    | ↗398      | Ольховское сельское поселение         |
| 82  | Парсаты             | деревня | ↘89       | Новочернеевское сельское поселение    |
| 83  | Пенькозавод         | посёлок | ↗3        | Казачинское сельское поселение        |
| 84  | Первомайский        | посёлок | ↘44       | Казачинское сельское поселение        |
| 85  | Печины              | село    | ↗325      | Печинское сельское поселение          |
| 86  | Подысаково          | деревня | →0        | Кучасьевское сельское поселение       |
| 87  | Польное Конобеево   | село    | ↗607      | Лесно-Конобеевское сельское поселение |
| 88  | Польное Ялтуново    | село    | ↗750      | Польно-Ялтуновское сельское поселение |
| 89  | Пролетарский        | посёлок | ↘1        | Агишевское сельское поселение         |
| 90  | Просандеевка        | деревня | ↗32       | Агишевское сельское поселение         |
| 91  | Райполье            | село    | ↗89       | Ольховское сельское поселение         |
| 92  | Раменье             | посёлок | →0        | Желанновское сельское поселение       |
| 93  | Ранние Всходы       | посёлок | ↗17       | Чернослободское сельское поселение    |
| 94  | Ржавец              | село    | ↗22       | Кучасьевское сельское поселение       |
| 95  | Садовый             | посёлок | ↘148      | Лесно-Полянское сельское поселение    |
| 96  | Сборное             | село    | →33       | Кучасьевское сельское поселение       |
| 97  | Свеженькая          | посёлок | ↗26       | Ямбирнское сельское поселение         |
| 98  | Славка              | деревня | ↘1        | Лесно-Полянское сельское поселение    |
| 99  | Сново-Здорово       | село    | ↗243      | Кучасьевское сельское поселение       |
| 100 | Спасск              | деревня | ↗49       | Кермисинское сельское поселение       |
| 101 | Старая Покровка     | село    | ↗39       | Лесно-Полянское сельское поселение    |
| 102 | Старороманово       | село    | ↘10       | Каверинское сельское поселение        |
| 103 | Старочернеево       | село    | ↗328      | Новочернеевское сельское поселение    |
| 104 | Старые Подсосенки   | деревня | 0         | Агишевское сельское поселение         |
| 105 | Сторожки            | деревня | ↗25       | Агишевское сельское поселение         |
| 106 | Студёновка          | деревня | ↘24       | Ольховское сельское поселение         |
| 107 | Сявель              | деревня | ↗108      | Новочернеевское сельское поселение    |
| 108 | Тарадеи             | село    | ↗155      | Ольховское сельское поселение         |
| 109 | Тархань             | деревня | →26       | Печинское сельское поселение          |
| 110 | Темешево            | село    | ↗118      | Кучасьевское сельское поселение       |
| 111 | Токарево            | село    | ↗65       | Польно-Ялтуновское сельское поселение |
| 112 | Третий километр     | посёлок | ↗6        | Ямбирнское сельское поселение         |
| 113 | Троицкое            | деревня | ↗2        | Ольховское сельское поселение         |
| 114 | Тростяное           | село    | ↘2        | Каверинское сельское поселение        |
| 115 | Тюрино              | село    | ↘4        | Ольховское сельское поселение         |
| 116 | Ужово               | деревня | ↘66       | Ямбирнское сельское поселение         |
| 117 | Успеновка           | деревня | ↗13       | Ольховское сельское поселение         |
| 118 | Федосово            | село    | ↗195      | Ольховское сельское поселение         |
| 119 | Федяево             | село    | ↗220      | Агишевское сельское поселение         |
| 120 | Фёдоровка           | деревня | ↗8        | Агишевское сельское поселение         |
| 121 | Фёдоровка           | деревня | →0        | Ольховское сельское поселение         |
| 122 | Цветки              | деревня | ↗5        | Ольховское сельское поселение         |
| 123 | Чечеры              | посёлок | ↗94       | Казачинское сельское поселение        |
| 124 | Чёрная Слобода      | село    | ↗2777     | Чернослободское сельское поселение    |
| 125 | Шаморга             | село    | ↘43       | Куплинское сельское поселение         |
| 126 | Шарик               | село    | ↗113      | Кермисинское сельское поселение       |
| 127 | Шацк                | город   | ↘5791     | Шацкое городское поселение            |
| 128 | Шевырляй            | село    | ↗198      | Ольховское сельское поселение         |
| 129 | Эммануиловка        | село    | ↗60       | Куплинское сельское поселение         |
| 130 | Юрино               | село    | ↘37       | Каверинское сельское поселение        |
| 131 | Ямбирно             | село    | ↗480      | Ямбирнское сельское поселение         |

Упразднённые населённые пункты:
- 1997 год — деревня Новые Подсосенки Большеагишевского сельского округа[33].
- 2005 год — деревня Марьино Шевырляевского сельского округа[34]

## Органы местного самоуправления
В систему органов местного самоуправления Шацкого района входят представительный орган — Шацкая районная Дума, исполнительный орган — администрация муниципального образования и иные органы местного самоуправления.
Районная Дума избирается на 4 года в количестве 19 человек, из них один работает на постоянной основе. Глава муниципального образования избирается тайным голосованием из числа депутатов и возглавляет Думу.
Исполнительные функции местного самоуправления в районе осуществляет администрация муниципального образования района. Глава муниципального образования — выборное должностное лицо, избранное тайным голосованием из числа депутатов. Глава муниципального образования возглавляет Шацкую районную Думу. Глава администрации района назначается районной Думой в соответствии с Уставом.

## Герб
В 1781 году уездный город Шацк Тамбовской губернии получил свой герб, утверждённый Екатериной II. В верхней части герба, в знак административной подчинённости тамбовскому наместнику, была помещена эмблема Тамбова — золотой улей в лазоревом (голубом) поле, стоящий на зелёной земле, над которым — три золотые пчелы. В нижней половине щита располагалась собственная эмблема Шацка, изображающая два скрещённых снопа ржи в серебряном поле.
Геральдическая реформа 1857 года коснулась только «тамбовской» части Шацкого гербе: эмблема губернии была размещена в небольшом квадрате («вольной части») в верхнем левом углу щита, зелёная земля под ульем исчезла, а сами улей и пчелы приобрели серебряный цвет. Золотые снопы шацкой ржи заняли всё пространство серебряного щита.
Современный герб Шацкого района был утверждён решением № 28 Шацкой районной Думы 28 мая 1998 года и зарегистрирован Государственной Герольдией Российской Федерации за № 299. Так как теперь Шацкий район входит в состав Рязанской области при восстановлении старинного герба в качестве официального символа тамбовская эмблема в «вольной части» была заменена на рязанскую.
Описание герба: в серебряном поле два золотых снопа ржи, положенных крестообразно; в золотой «вольной части» со скруглённым внутренним углом старинная зелёная княжеская шапка с собольей (чёрной) опушкой, над которой — золотое украшение («городок») с жемчужиной.

## Экономика

### Сельское хозяйство
Сельское хозяйство района ориентировано на выращивание зерновых культур и производство мясо-молочной продукции. В районе выращивают пшеницу, рожь, овёс, ячмень, сахарную свёклу, кукурузу, подсолнечник, картофель. Поголовье крупного рогатого скота сокращается.
В районе действуют 20 сельскохозяйственных предприятий, 54 крестьянских (фермерских) хозяйства, а также подсобные хозяйства населения. Причём на подсобные хозяйства приходится 64,2 % всей производимой в районе сельскохозяйственной продукции (в фактических действующих ценах), на предприятия — 34,95 %, на фермерские хозяйства всего лишь 0,85 %.
Наиболее крупным хозяйством района является колхоз «Вперед» в селе Чёрная слобода. Численность работающих — 235 человек. Специализация — зерно-мясо-молочная.

### Промышленность
В 2008 году в Шацком районе работало 13 промышленных предприятий. 79,0 % всей промышленной продукции района пришлось на производство пищевых продуктов, включая напитки; 16,1 % — на производство электроэнергии, газа и воды; текстильное и швейное производство дали 3,6 %.
Наиболее крупные предприятия района:
- ОАО «Шацкий ликероводочный завод» (г. Шацк). Создано в 1902 году. Производит ликероводочную продукцию. Количество работающих — 137 чел.
- ООО «Шацкмясо» (с. Казачья Слобода, пос. Чечеры). Основной вид деятельности — переработка продукции животноводства. Количество работающих — 140 чел.
- ОАО «Шацкий леспромхоз» (пос. Выша). Заготовка и переработка древесины. Количество работающих — 28 чел.
- ОАО «Шацкая швейная фабрика» (г. Шацк). Пошив швейных изделий. Количество работающих — 66 чел.

### Строительство
На территории Шацкого района работают шесть строительных предприятий, в которых занято 115 человек: ОАО «Дорожник», ООО «Шацкая Нива-Строй», ПК «МСО», МП Шацкая МСО, ООО «Древстрой». В 2008 году было введено в строй 78,38 км газовых сетей, 2,75 км автомобильных дорог.

### Транспорт
Через район проходят автомагистрали федерального и областного значения М5 «Урал» Москва — Челябинск (протяженностью 55,3 км), А143 «Тамбов — Шацк» и Р124 «Шацк — Касимов». Ближайшая железнодорожная станция — Нижнемальцево (Московская железная дорога, Сасовский район) — находится в 32 км к северу от районного центра.
Все центральные усадьбы хозяйств связаны с районным центром автодорогами с твердым покрытием и автобусным сообщением, которое обеспечивают индивидуальные перевозчики. В городе Шацке существует городской автобусный маршрут. В районе действует Шацкая автоколонна № 1663, автобусы которой обслуживают междугородние маршруты Шацк — Москва, Шацк — Рязань и Шацк — Сасово.
В личной собственности граждан находится около 8,3 тысяч единиц автомобилей, в том числе легковых — более 7,0 тыс. единиц, грузовых — 1,2 тыс. единиц.

### Банки, страховые компании
В Шацком районе работают филиалы четырёх страховых компаний (ООО «Росгосстрах—Центр» — Управление по Рязанской области, «Ресо-Гарантия», «Страж», «РОСНО»); филиалы двух банков: ОАО «Прио-Внешторгбанк», «Среднерусский банк Сбербанка»; две нотариальные конторы.

## Связь, средства массовой информации
В районе действуют 24 АТС, из них 23 — сельские и одна городская. Всего телефонизировано более 30 % домохозяйств. Также в районе функционирует сотовая связь, работают представители всех крупных операторов сотовой связи области, отделения почтовой связи.
Издается своя районная газета — «На земле Шацкой».

## Инженерная инфраструктура
Система водоснабжения Шацкого района включает Каширинский водозабор и 171 артезианскую скважину.
Теплоснабжение города Шацка обеспечивают пять муниципальных и одна ведомственная котельная. Протяженность тепловых сетей — 13 км. Основной вид топлива — природный газ. В 2008 году котельные произвели 21,8 тыс. Г/кал тепловой энергии. Кроме того, около 5000 домов имеют печное отопление, более 4900 частных домов отапливаются природным газом.
Общая протяженность системы канализации — 5,1 км, пропущено сточных вод — 69 м2. В данный момент сточные воды сбрасываются в река Шача. Начато строительство очистных сооружений.
Электроснабжение города Шацка обеспечивает муниципальное предприятие электрических сетей, которое покупает электроэнергию в филиале Сасовские электрические сети ОАО «Рязаньэнерго». Сельские населенные пункты обеспечивают энергией Сасовские электрические сети.
Сбором твёрдых бытовых отходов (ТБО) в городе Шацке, их вывозом и складированием на городском полигоне ТБО занимается муниципальное предприятие ЖКХ, имеющее 250 контейнеров и специализированный транспорт. В сельской местности ТБО складируются в специально отведенных местах (свалках).

## Образование
В Шацком районе работают 11 средних, 17 основных и 4 начальных общеобразовательных школы, Рязанский колледж культуры (бывшее Рязанское областное училище культуры, готовит кадры для учреждений культуры области), техникум механизации сельского хозяйства; профессиональное училище № 26; детская художественная и детская музыкальная школы; детско-юношеская спортивная школа.
74,9 % учителей районных школ имеют высшее образование, оставшиеся — среднее специальное. Два учителя удостоены почётного звания «Заслуженный учитель Российской Федерации», 51 — награждены значком «Отличник просвещения». 11 % учителей имеют высшую квалификационную категорию, 61,5 % — первую.

## Культура

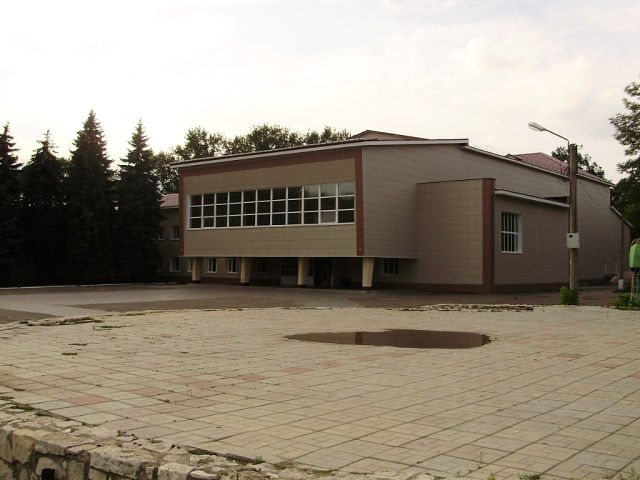
Шацкий Муниципальный культурный центр

В Шацком районе работают Муниципальный культурный центр со зрительным залом на 600 мест, 36 сельских Домов Культуры, Межпоселенческая библиотека, которая включает в себя 41 библиотеку, центральная детская библиотека с фондом около 21,3 тыс. экземпляров, дом детского творчества, клуб «Юниор», Казачий культурный центр, историко-краеведческий центр и Желанновский краеведческий музей.
Шацкая центральная районная библиотека была открыта 8 ноября 1900 года. Является крупным культурным и методическим центром района. В 2008 году Межпоселенческая библиотека стала победителем областного конкурса «Библиотека своим жителям, жители — своей библиотеке» в номинации «Центральная библиотека».
Историко-краеведческий центр в 2008 году был участником международной туристической выставки в Москве «MITF-2008».
Муниципальный Казачий культурный центр занимается военно-патриотическим воспитанием в духе культурного исторического наследия Российского казачества. Всего в центре проходят обучение около 100 кадетов из семи районов области.
В Шацком районе шесть человек имеют почётное звание «Заслуженный работник культуры России», четыре человека награждены знаком «За особые достижения в культуре», один человек награждён медалью к ордену II степени «За заслуги перед Отечеством».

## Здравоохранение
На территории Шацкого района работает Шацкая центральная районная больница, включающая в себя поликлинику и стационар, инфекционный корпус, акушерское, хирургическое, травматологическое, детское, стоматологическое, терапевтическое отделения, отделение скорой помощи. В сёлах Кермись и Борки до 2014 года работали участковые больницы. Помимо них в районе располагаются четыре здравпункта, 32 фельдшерско-акушерских пункта, три врачебные амбулатории (в селах: Выша, Лесное Конобеево, Ямбирно районные психиатрическая больница и психоневрологический интернат, ветеринарные станция и лаборатория, филиал Рязанского областного Фонда обязательного медицинского страхования (РОФОМС), а также индивидуальные предприниматели, имеющие лицензию на фармацевтическую деятельность.
В городе Шацке ведётся строительство новой поликлиники на 250 посещений в смену, в селе Выша строится психиатрическая больница на 400 коек.

## Социальная инфраструктура
В Шацком районе действуют отдел социальной защиты населения районной администрации; центр социального обслуживания на дому; управление пенсионного фонда Российской Федерации по Шацкому району; три дома ветеранов.
Жилой фонд Шацкого района составляет 820,0 тыс. м² жилья, в том числе муниципальный — 69,4 тыс. м². В районе имеется 94 спортсооружения: 17 спортзалов, 46 спортплощадок, 18 полей и городской стадион. В городе Шацке имеется гостиница с номерным фондом, рассчитанным на приём 110 человек. При гостинице работает кафе.

## Достопримечательности
- Свято-Успенский Вышенский (Вышинский) женский монастырь
- Николо-Чернеевский монастырь